# Silbervogel
Silbervogel (alemão para "Pássaro de prata") foi uma aeronave impulsionada a foguete desenvolvida por Eugen Sänger e sua esposa Irene Sänger-Bredt em meados da década de 30. É também conhecida como RaBo (RaketenBomber, alemão para bombardeiro-foguete). Trata-se de um dos primeiros projetos de aeronave hipersônica da história (velocidade hipersônica é igual ou maior que Mach 5, ou seja cinco vezes a velocidade do som, aproximadamente 6120 km/h). Foi encarregado para a missão Amerika Bomber (lançar uma bomba atômica sobre a cidade de Nova York, fazendo com que os EUA saíssem da Segunda Guerra Mundial). Seu design foi utilizado pelo programa espacial norte-americano para construir o ônibus espacial.

## Histórico
Em Junho de 1935 e Fevereiro de 1936, o doutor Eugen Sänger publicou alguns artigos na Flug, uma publicadora de aviação da Áustria sobre uma bizarra aeronave impulsionada por foguete. Isto fez com que o Alto Comando Alemão interessado com a nova ideia construísse secretamente um instituto de pesquisas aeroespaciais em Trauen para que pudessem pesquisar e construir o Silbervogel (alemão para "pássaro prateado"), um veículo que poderia alcançar a órbita terrestre, economizando combustível, sendo capaz de voar para qualquer lugar do mundo. O próprio Dr. Sänger trabalhou muito neste conceito por diversos anos, e de fato começou a desenvolver motores de foguete que usavam combustível líquido.
De 1930 a 1935 tinha aperfeiçoado (através dos incontáveis testes de estática que fez) um motor-foguete de combustível líquido com abastecimento regenerativo de refrigeração, que era refrigerado pelo próprio combustível, que circulava em torno da câmara de combustão. Este motor chegou a fazer com que voasse a surpreendentes 3048 metros em um segundo (10000 pés por segundo) enquanto que estava em velocidade da exaustão. Fazendo uma breve comparação com a velocidade do míssil V-2, que percorria 2000 metros em um segundo (6560 pés por segundo), Silbervogel seria a próxima Wunderwaffe do III Reich. O Dr. Sänger, junto com sua equipe de funcionários, continuou o trabalho em Trauen no Silbervogel para a missão Amerika Bomber.
Em 1938 já se tinha testado o modelo do túnel de vento do Silbervogel, no único túnel de vento do mundo naquela época capaz de simular voos hipersônicos. O modelo do túnel de vento ainda existe até hoje.

## Armação
O Silbervogel também era conhecido como bombardeiro orbital, bombardeiro antipodal (capaz de atingir alvos do outro lado da Terra) e pulador da atmosfera. Foi projetado também para vôos supersônicos e estratosféricos. A fuselagem era achatada, o que ajudava a criar a sustentação necessária e as asas eram curtas e tinham forma de cunha. Havia uma superfície da cauda horizontal situada na extremidade traseira da fuselagem, sendo que cada uma tinha uma aleta pequena em cada extremidade. O combustível era carregado dentro dois tanques grandes, um em cada lado da fuselagem. Os tanques do oxigênio foram posicionados um em cada lado da fuselagem, situado para a frente das asas. Havia um motor-foguete enorme de 100 toneladas de pressão montada na parte traseira da fuselagem, e foi flanqueado por dois motores de foguete auxiliares. O piloto sentava-se em uma cabine pressurizada da fuselagem em diante, e uma estrutura do triciclo foi construída para uma aterrissagem deslizando. Uma cabine onde a bomba localizava-se ficava ao centro e carregava uma bomba de queda livre de 3629 quilogramas (8000 libras), sendo que nenhum armamento defensivo foi posto nele. O peso vazio era de aproximadamente 9979 quilogramas (22000 libras). A Aeronave tinha 14,9 metros de envergadura e 28 metros de comprimento.

### Funcionamento
Deveria decolar de uma trilha longa de 3 quilômetros de comprimento (1,9 milhas) por um trenó impulsionado a foguete que desenvolvesse uma pressão de 600 toneladas por 11 segundos. Após decolar, entraria em uma ascensão em um ângulo de 30 graus até ter alcançado uma altitude de 1500 metros e uma velocidade de 1850 km/h (1149 mph). Neste momento, o motor seria acionado soltando fogo por 8 minutos, queimando 90 toneladas do combustível para fazer com que o Silbervogel voasse a uma velocidade máxima de 22 100 km/h (13724 mph) e uma altura de 145 000 metros (90 milhas), embora algumas fontes indicassem uma altura máxima alcançada pelo Silbervogel como 280 000 metros (174 milhas) seguindo uma trajetória semibalística. Enquanto o avião acelerou e desceu sob a tração da gravidade e atingia então o ar mais denso aos aproximadamente 40 000 metros de altitude, tornando impossível de ser interceptado pelos caças norte-americanos. Isto também deveria fazer com que refrigerasse o avião após o intenso calor gerado pela fricção antes do ar mais denso ser alcançado. Os motores seriam diminuídos gradualmente até que o avião deslizasse para trás para executar uma aterrissagem normal, usando sua engrenagem de aterrissagem de triciclo convencional, após ter percorrido aproximadamente 23500 quilômetros (14594 milhas). Essa operação era repetida diversas vezes, sendo que a cada vez que essa operação era executada, a duração era menor, semelhante ao que acontece a uma pedra quando atirada em lago e começa a quicar, sendo que o Silbervogel estava quicando com a atmosfera terrestre. Ao chegar no alvo, ela entraria na atmosfera terrestre e lançaria a bomba atômica sobre a cidade de Nova York e retomaria o caminho para a Alemanha vonado dentro da atmosfera com os motores ligados. Uma análise após a guerra realizado pelo americanos constatou erros sobre a temperatura que o Silbervogel alcançaria. Na reentrada a aeronave explodiria graças ao fluxo de calor resultante, que era muito mais elevado do que o dos cálculos de Sänger e Bredt.

### Fim do projeto
O trabalho no projeto Silbervogel perdurou até junho de 1941, quando as instalações para testes em escala real estavam em construção, porém a Operação Barbarrosa e a invasão alemã pela URSS fez com que os militares alemães concentrassem toda a pesquisa e desenvolvimento em projetos de tecnologia comprovada. Após isso o Doutor Sänger trabalhou no desenho de pulso-jatos para a DFS (Instituto Alemão de pesquisa de Planadores). Embora a Luftwaffe tenha proibido Sänger de publicar o resultado de suas pesquisas, algumas cópias de um relatório elaborado por ele em 1944, com a colaboração da matemática (e futura esposa) Irene Sänger-Bredt chegaram para o exterior. O relatório Sänger-Bredt, como ficou conhecido, gerou interesse entre militares de vários países, tendo sido inclusive publicado pela Marinha Americana. Após a guerra pediu para trabalhar no Ministério do Ar Francês, e foi quase sequestrado para servir para Stalin, que reconheceu o valor do Silbervogel. Sänger também construiu o primeiro Motor Ramjet da história, chamado "Lorin Ramjet", testado em um Dornier Do 17.

## Links
- Clube dos Generais - Sänger Silbervogel
- Silbervogel - Wikipedia -(em inglês) artigo em inglês sobre o Silbervogel
- Forgotten Battles - (em inglês) Geocities sobre Silbervogel